# Ayke Witt
Ayke Witt (geboren am 28. März 1992 in Klein Twülpstedt) ist ein deutscher Popsänger. 2015 belegte er bei der fünften Staffel der Castingshow The Voice of Germany den zweiten Platz.

## Anfänge
Ayke Witt wuchs in einer vielköpfigen Familie in Klein Twülpstedt, einem Ortsteil von Groß Twülpstedt bei Wolfsburg auf. Er besuchte eine Waldorfschule und lernte Gitarre spielen. Später trat er solo oder als Sänger der Band Skyle im Raum Wolfsburg auf.
Durch ein von ihm hochgeladenes YouTube-Video mit einer Coverversion von Ich lass für dich das Licht an von Revolverheld wurden 2014 die Talentsucher von Keep Your Light Shining auf ihn aufmerksam und luden ihn zum Casting ein. Er nahm an der dritten Sendung der Fernsehshow teil und verpasste als Zweitplatzierter die Finalshow.

## The Voice of Germany
Ein Jahr später ergab sich erneut die Gelegenheit zur Teilnahme an einer Castingshow der Sender Pro Sieben – Sat.1. Er trat bei den Blind Auditions der fünften Staffel von The Voice of Germany an und kam in das Team von Andreas Bourani. In der ersten Liveshow wurde er von seinem Coach weitergewählt. Im folgenden Halbfinale wurde er von den Zuschauern ins Finale gewählt. Bereits vor dem Finale wurde Witts eigener Showsong Bis gleich veröffentlicht. Jamie-Lee gewann das Finale mit 38,3 %, Witt wurde Zweiter mit 23,0 % der Anrufe. Nach dem Ende der Show stieg sein Song in den deutschen Charts bis auf Platz 28 und verzeichnet inzwischen fast 900.000 Aufrufe auf YouTube (Stand: Februar 2023).

### Songs
- Flash mich von Mark Forster
- Keinen Zentimeter von Clueso („Battle“ mit Anina Sara Baumgartner)
- So oder so von Bosse
- Du trägst keine Liebe in dir von Echt
- Bauch und Kopf von Mark Forster
- Hey von und mit Andreas Bourani
- Melodie im Duett mit Cro

## Weitere Karriere
In der DEL-Saison 2015/16 sang Witt bei allen Final-Heimspielen der Grizzlys Wolfsburg die Nationalhymne. Auch nach der Finalsendung von The Voice of Germany hielten er und Jamie-Lee engen Kontakt. So begleitete er sie 2017 auf der Tournee zu ihrem Album Berlin und war bei den Musikvideos zu ihren Singles Flying, Auch wenn es gelogen ist, Seoul und oh oh als Regisseur und Kameramann beteiligt.
Seit 2017 tritt er regelmäßig auf dem jährlich von Fabian Riaz organisierten Riaz-and-Friends-Konzert in Schöningen auf. Anfang Juni 2022 trat Witt mit Riaz bei der von Sat.1. ausgestrahlten Musiksendung All Together Now als Duo an; gemeinsam überzeugten sie 90 von 100 Juroren. Riaz hatte zuvor an der achten Staffel von The Voice of Germany teilgenommen. Im selben Jahr traten Witt und Riaz im August auf dem Schöninger Altstadtfest und bei den Designer Outlets Wolfsburg auf, sowie im Dezember auf dem Schöninger Weihnachtsmarkt und bei der Verleihung der Auszeichnung Helmstedter des Jahres auf Burg Warberg. Zusammen mit Jamie-Lee hatten sie Anfang Dezember zu dritt einen Auftritt bei den Designer Outlets Wolfsburg. Ende August 2023 traten Witt und Riaz erneut beim Schöninger Altstadtfest auf.
Witt hat ein abgeschlossenes Studium in Medienmanagement und ist seit August 2020 Creative Producer der Agentur TeamOn.

## Diskografie
- Bis gleich (2015)